# Monoid
Monoid cùng với magma (toán học), nhóm, nửa nhóm là các cấu trúc đại số cơ bản và nhỏ hơn các cấu trúc vành, trường. So với nhóm, nó bỏ đi tiên đề về sự tồn tại của phần tử nghịch đảo. Một monoid cũng được gọi là một vị nhóm.

## Định nghĩa
Một tập hợp khác rỗng {\displaystyle G} được trang bị một phép toán hai ngôi {\displaystyle *} và một phần tử đơn vị {\displaystyle e} được gọi là một monoid nếu và chỉ nếu
- {\displaystyle (a*b)*c=a*(b*c),\forall a,b,c\in G} (tính kết hợp),
- {\displaystyle a*e=e*a=a,\forall a\in G,\exists e\in G} (đồng nhất)

Một monoid có thể được hiểu là một nửa nhóm đi kèm theo một phần tử đơn vị, hoặc như một magma kèm thêm tính kết hợp và phần tử đơn vị.Phần tử đơn vị là duy nhất trong một monoid. 
Mọi nhóm đại số đều là một monoid nhưng điều ngược lại không đúng.

## Ví dụ
- Tập số tự nhiên {\displaystyle \mathbb {N} =\{0,1,2,\ldots \}} là một monoid có tính giao hoán với phần tử đơn vị là 0 đối với phép cộng hoặc 1 đối với phép nhân.
- Tập của các các tập con của A với phép giao tạo thành một monoid giao hoán. Phần tử đơn vị của nó là chính tập A.
- Tập của các các tập con của A với phép hợp tạo thành một monoid giao hoán. Phần tử đơn vị của nó là tập rỗng.